# Neotanypeza claripennis
Neotanypeza claripennis is een vliegensoort uit de familie van de langpootvliegen (Tanypezidae). De wetenschappelijke naam van de soort werd voor het eerst geldig gepubliceerd in 1868 door Schiner.